# خط آهن حجاز
خط راه‌آهن حجاز (به عربی: الخط الحديدي الحجازي) نام مسیر ریلی در خاورمیانه بود که از دمشق تا مدینه از طریق گذشتن از سرزمین حجاز امتداد داشت و زمان سفر حج را از ۴۰ روز به ۵ روز کاهش می‌داد. مسیر فرعی راه‌آهن حجاز، شهر حیفا را به سوریه و سرزمین‌های عربی دیگر مرتبط می‌کرد. خط راه‌آهن حجاز از سال ۱۹۰۰ تا ۱۹۰۸ میلادی، به فرمان سلطان عبدالحمید دوم، سلطان عثمانی و با هدف اصلی «انتقال زائرین حج به‌شکلی امن» و به طول ۱۳۰۰ کیلومتر احداث شد. هدف مهم دیگر احداث این خط آهن، بهبود یکپارچگی اقتصادی و سیاسی مناطق عرب نشین دوردست با دولت عثمانی و تسهیل انتقال نیروهای نظامی بوده‌است.

## کنسرسیوم ساخت خط راه‌آهن حجاز

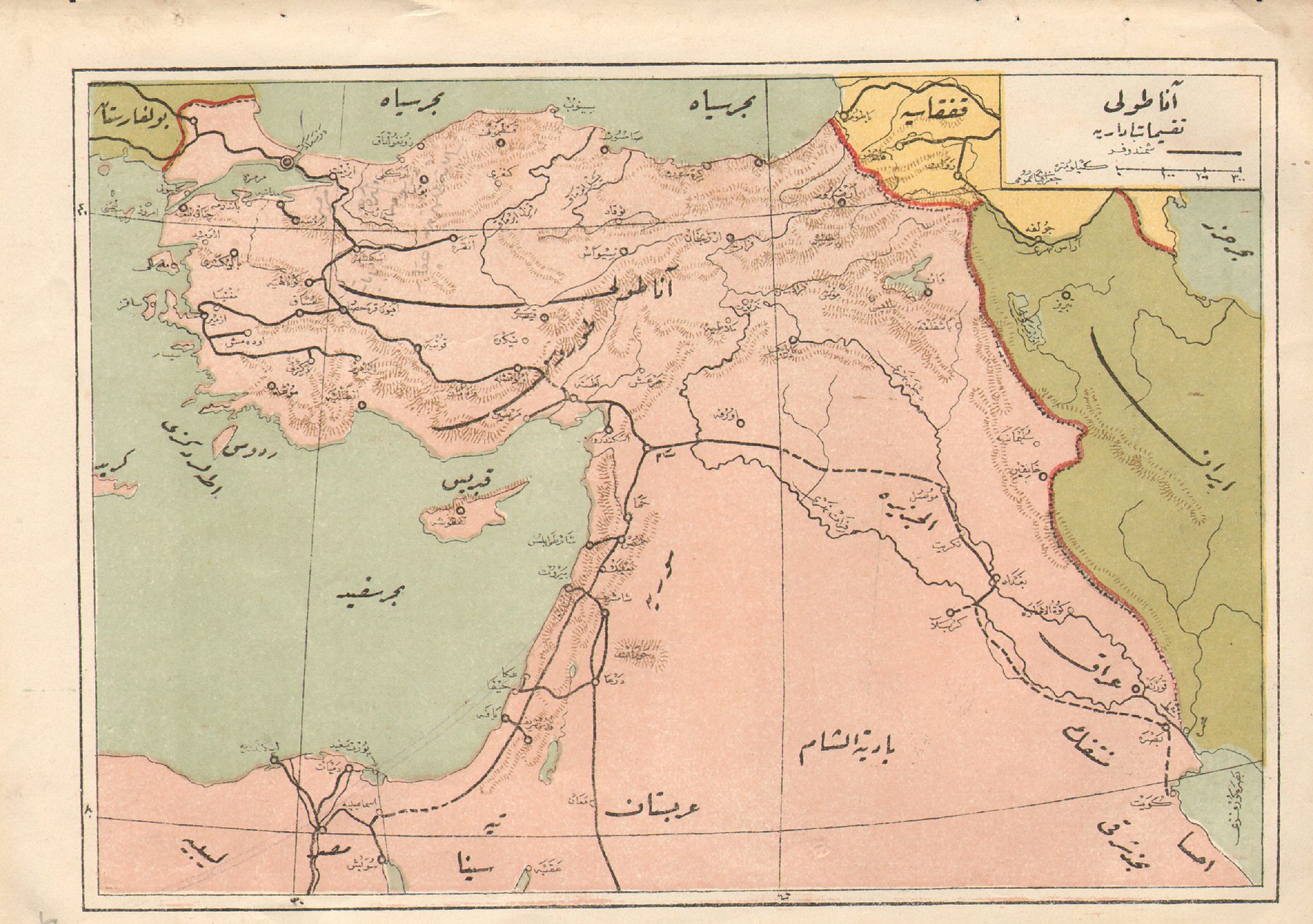
نقشه شبکه راه آهن امپراطوری عثمانی در آستانه جنگ جهانی اول

سلطان عبدالحمید دوم، پادشاه عثمانی مخارج ساخت خط راه‌آهن حجاز را با اختصاص وقف تأمین کرد به طوری که در موقع اتمام این پروژه تمام هزینه آن پرداخت شده بود. مهندسین آلمانی پروژه ساخت خط راه‌آهن حجاز را برعهده گرفتند. فولاد مورد نیاز ساخت خط آهن از بلژیک تأمین می‌شد و سپاه عثمانی مسئولیت حفاظت و تدارکات راه‌آهن حجاز را برعهده داشت.

## تخریب
در طول جنگ جهانی اول، بخشی از مسیر خط حجاز توسط توماس ادوارد لورنس، مشهور به «لورنس عربستان» تخریب و نابود شد.

## قراداد بازسازی
در جریان جنگ سوریه حدود ۵۰ کیلومتر از خط آهن حجاز تخریب شد. پس از سقوط حکومت حزب بعث و روی کار آمدن دولت احمد الشرع در سوریه، در ژوئیۀ ۲۰۲۵ قراردادی بین ترکیه و سوریه با هدف بازسازی شبکه ریلی سوریه و احیای خط آهن حجاز به امضا رسید.

## نگارخانه

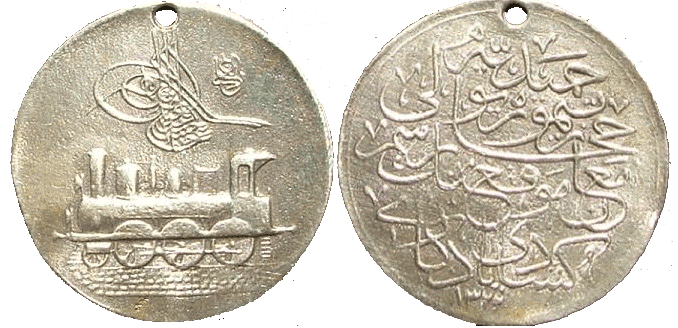
نمونه ای از سکه‌های عثمانی ضرب شده به مناسبت افتتاح ایستگاه معان
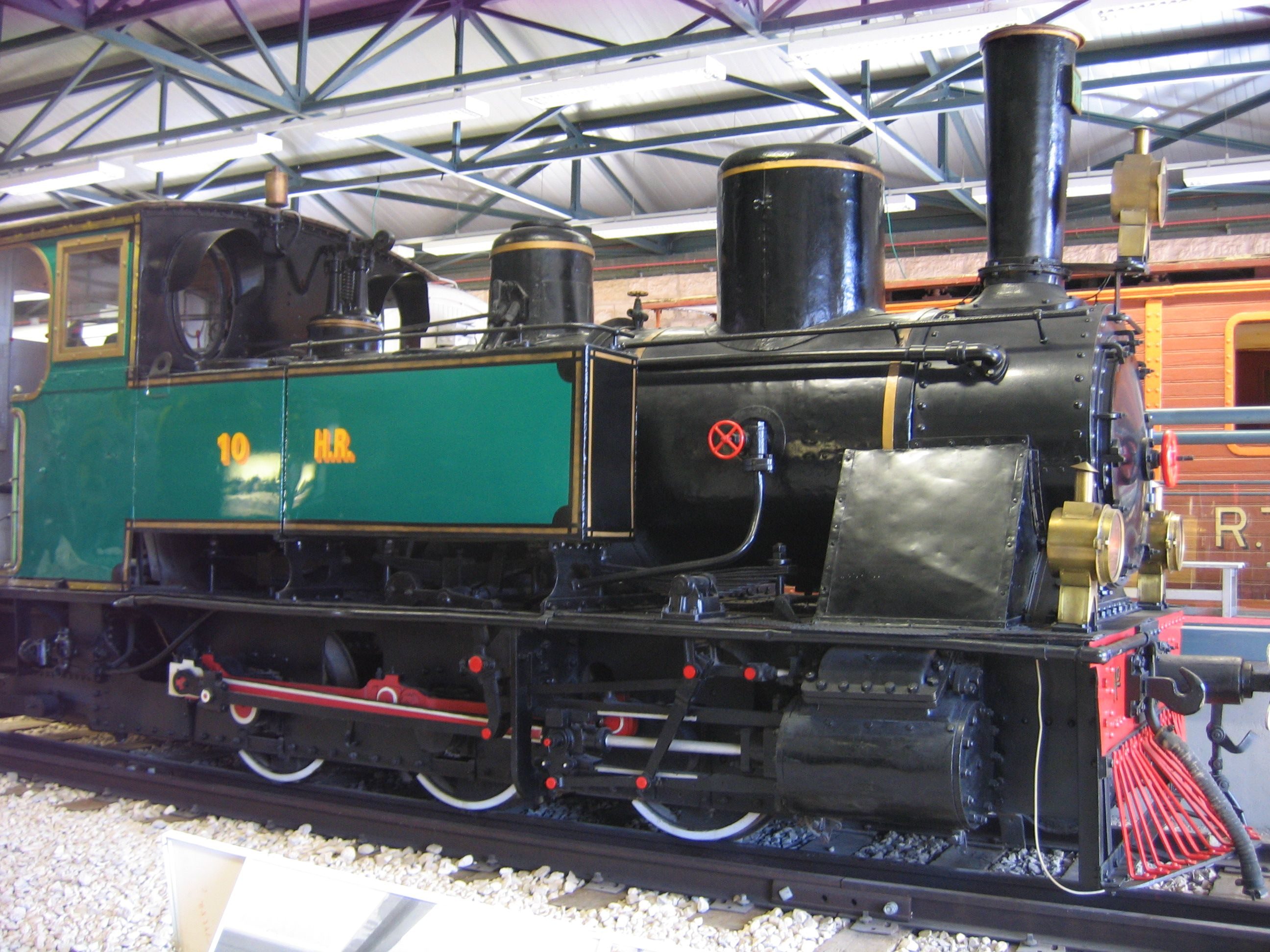
لوکوموتیو خط حجاز ساخت ۱۹۰۲، موزهٔ راه‌آهن اسرائیل
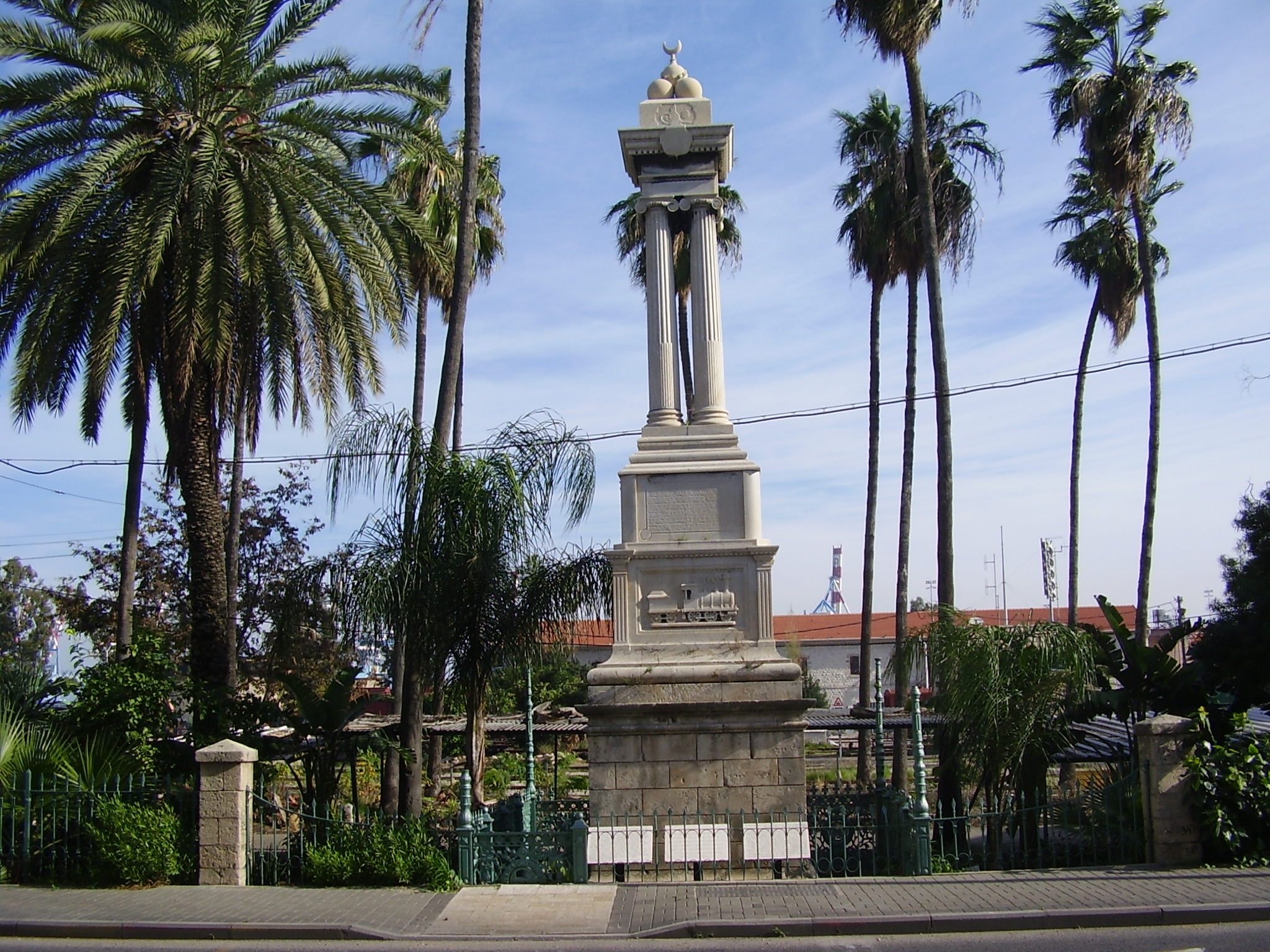
میدان یاد بود افتتاح ایستگاه راه آهن خط حجاز در حیفا
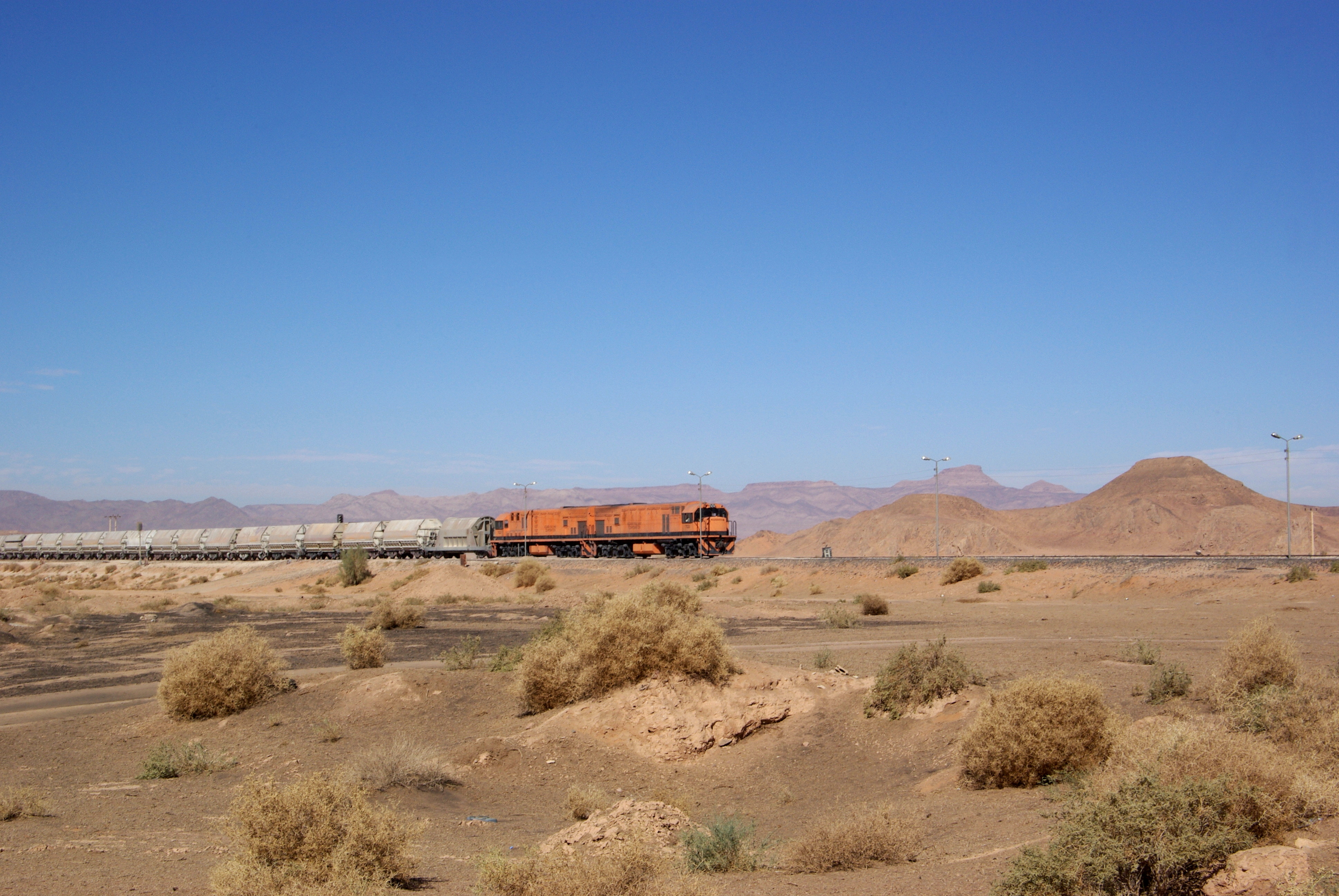
یک قطار فسفات در ایستگاه رم از مبدأ بندر عقبه در اردن
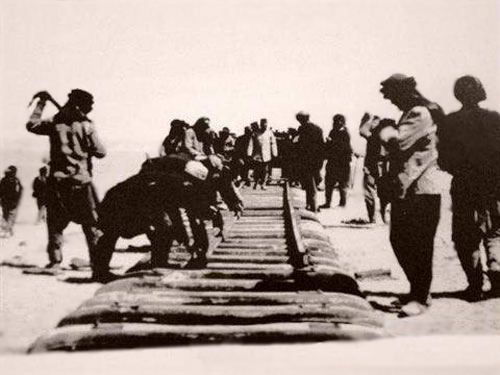
کارگران محلی عرب در حال ریل‌گذاری راه‌آهن حجاز، حدود ۱۹۰۵
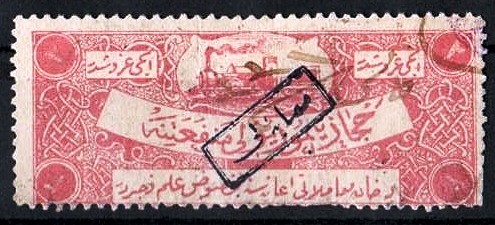
تمبر پستی برای کمک به ساخت راه‌آهن استانبول به حجاز